# Schlachttier
Als Schlachttier (auch Schlachtvieh und Stechvieh) wird ein zur Schlachtung und für die menschliche Ernährung bestimmtes Nutztier bezeichnet.
Das deutsche Recht zählte hierzu Rinder, Schweine, Schafe, Ziegen und andere Paarhufer, Pferde und andere Einhufer, Kaninchen, die als Haustiere gehalten werden, sowie Haarwild, das anders als durch Erlegen getötet wird (z. B. Gatterwild). Bis 1986 war auch Hund nach dem Fleischbeschaugesetz als Schlachttier definiert. Seitdem ist die Gewinnung von Fleisch von Hunden und Hundeartigen (Caniden) verboten.
International werden auch Rinderartige wie Büffel, Bisons und Yaks, Kamele wie Lama und Alpaka sowie Rentiere dazu gezählt.
Geflügel und Fische gehören nicht zu den Schlachttieren. Jedoch befasst sich etwa die deutsche Tierschutz-Schlachtverordnung in Umsetzung europäischen Rechts mit allen Tieren einschließlich Fischen und Krustentieren, die zur Gewinnung von Fleisch, Pelzen, Häuten oder sonstigen Erzeugnissen aus Tieren getötet werden. Sie nimmt nur die Tötung bei waidgerecht ausgeübter Jagd, bei Tierversuchen, zulässigen Schädlingsbekämpfungsmaßnahmen und Arten massenhaften Fischfangs aus.
Die Methoden der Tötung von Schlachttieren sind kulturell verschieden. In westlichen, christlich geprägten Staaten werden Tiere durch Bolzenschuss, Elektrobetäubung oder in Gasgondeln mittels Kohlenstoffdioxid betäubt, bevor die eigentliche Tötung durch Blutentzug erfolgt. Die religiösen Vorschriften von Islam und Judentum verlangen eine andere Tötungsmethode, das Schächten. Dabei werden große Blutgefäße am Hals des Tieres ohne vorherige Betäubung durchschnitten.

## Anzahl geschlachteter Tiere in Deutschland

Zahl der geschlachteten Tiere in Deutschland, 2019.

Nach Angaben des Fleischatlas 2021 der Heinrich-Böll-Stiftung wurden in Deutschland im Jahr 2019 über zwei Millionen Tiere pro Tag geschlachtet, „darunter 1,7 Millionen Hühner, 151.000 Schweine und 94.000 Puten“ – und damit mehr, als in jedem anderen EU-Land. Allerdings werden nicht alle Tiere in Deutschland verzehrt. Ein großer Teil davon geht in den Export.